# Megalothoraca hendeli
Megalothoraca hendeli är en tvåvingeart som beskrevs av Günther Enderlein 1912. Megalothoraca hendeli ingår i släktet Megalothoraca och familjen Richardiidae. Inga underarter finns listade i Catalogue of Life.